# Makarios III
Michaíl Christodulu Mùskos (gr. Μιχαήλ Χριστοδούλου Μούσκος; Panayiá, 13 agosto 1913 – Nicosia, 3 agosto 1977) è stato un arcivescovo ortodosso e politico cipriota.
Come arcivescovo fu a capo della Chiesa ortodossa di Cipro, con il nome di Makarios III dal 1950; dal 1960 fu eletto primo Presidente della Repubblica di Cipro dopo l'indipendenza politica. Mantenne entrambe le cariche fino alla propria morte.

## Biografia
Nato in una famiglia modesta di un villaggio nel gruppo montuoso dei Troodos, a tredici anni - nel 1926 - entrò come novizio nel vicino Monastero di Kykkos, dove intraprese la vita monastica e nel contempo la formazione scolastica. Nel 1933 proseguì gli studi ginnasiali a Nicosia, dove il 7 agosto 1938 fu ordinato diacono e scelse il nome religioso di Makarios. Alla fine dello stesso anno iniziò gli studi universitari ad Atene.

### Dal 1945 al 1960
Rimasto, salvo qualche breve interruzione, nella capitale della Grecia fino alla fine della Seconda guerra mondiale, Makarios fu ordinato presbitero ad Atene, nella chiesa di Sant'Irene. Dopo una breve esperienza pastorale in una parrocchia del Pireo, nel settembre del 1946 partì per un periodo di studi a Boston.
Nel 1948, mentre si trovava ancora negli Stati Uniti d'America, inaspettatamente il giovane Makarios fu eletto vescovo di Cizio, una delle tre sedi vescovili della Chiesa cipriota. L'isola era all'epoca una colonia britannica con una popolazione che era per l'82% d'etnia greca e per il 18% turca. Da vescovo Makarios arrivò ad acquisire una crescente fama di leader religioso e politico fra i greco-ciprioti, impegnati nella lotta per l'indipendenza dalla Gran Bretagna: ciò lo portò, il 18 ottobre 1950, ad essere eletto arcivescovo e dunque capo della Chiesa ortodossa di Cipro, con il nome di Makarios III. Tale investitura lo pose al centro della scena politica nazionale: egli divenne non solo il primate della Chiesa ortodossa di Cipro, ma anche il leader politico della comunità greco-cipriota (Etnarca).
Come altre persone importanti della comunità greco-cipriota dell'isola, negli anni quaranta e cinquanta Makarios fu un attivo sostenitore dell'unione (Enōsis) dell'isola alla Grecia. Contrari alla enosis erano sia i turchi, che chiedevano la spartizione dell'isola fra le due nazionalità, sia gli inglesi che li sostenevano politicamente poiché tendevano alla creazione di uno Stato autonomo nell'ambito del Commonwealth, ed al mantenimento delle loro due basi militari a Cipro, Akrotiri e Dhekelia.
Nel 1954 la questione assunse un rilievo internazionale. La Grecia sollevò la questione di Cipro presso la massima organizzazione internazionale, l'ONU. Come soluzione del problema dell'isola, Atene propose l'applicazione del principio di autodeterminazione. L'anno seguente la Grecia lanciò una petizione internazionale in favore della proposta. Makarios III prese una netta posizione a favore dell'iniziativa greca.
La comunità turca dell'isola (sostenuta dal governo di Ankara) avversò decisamente la petizione. Il governatore britannico tentò una mediazione tra Atene e Ankara. I negoziati, cui partecipò Makarios III, furono conclusi nel 1956 con un fallimento.
Inviso al governo di Londra, Makarios III fu arrestato il 9 marzo 1957 e condotto in esilio a Victoria, nelle lontanissime Seychelles. L'iniziativa si rivelò controproducente. Londra comprese l'errore e, un anno dopo, rilasciò l'arcivescovo, diffidandolo però dal ritornare a Cipro. Makarios si recò dunque ad Atene, dove proseguì la sua attività a favore dell'unione di Cipro con la Grecia.
Alla fine degli anni cinquanta la Grecia abbandonò la propria proposta di unione per perorare la causa dell'indipendenza dell'isola. Il governo greco cercò di convincere Makarios III ad accettare il nuovo piano, incontrando un rifiuto.

### Presidente di Cipro

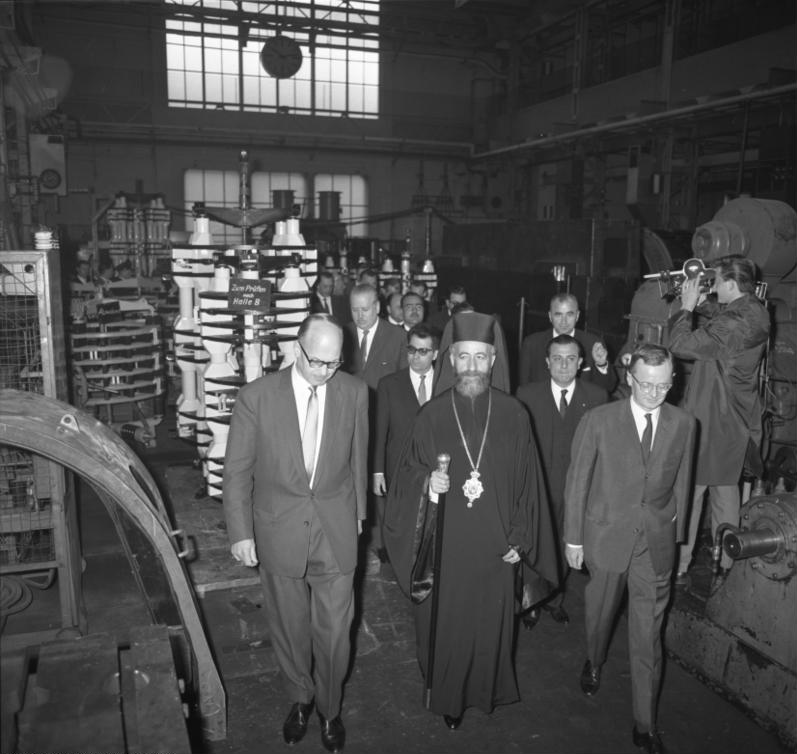
La visita del Capo di Stato di Cipro, Makarios III, a Berlino Ovest.

Il 1º marzo 1959 Makarios fece finalmente il suo ritorno a Cipro. La sua popolarità era immutata e ricevette un'accoglienza entusiastica: quasi due terzi di tutti i greco-ciprioti parteciparono alla manifestazione in suo onore. Alle prime elezioni presidenziali riguardanti tutta l'isola, tenutesi 13 dicembre di quell'anno, Makarios III stravinse conquistando i 2/3 dei voti.
Il 16 agosto 1960 la bandiera del Regno Unito fu definitivamente ammainata sull'isola. Makarios divenne ufficialmente il Presidente di Cipro. Avviò una politica internazionale di equidistanza dai due blocchi (occidentale e socialista), diventando un membro di alto profilo del Movimento dei paesi non allineati. Conservò buoni rapporti con Londra, entrando a far parte del Commonwealth britannico.
All'interno, però non riuscì a compattare le due comunità, quella grecofona e quella turcofona. Nel 1963, in risposta ad una sua proposta di modificare 13 articoli della Costituzione (presentata il 30 novembre), la maggior parte dei funzionari di stato turcofoni, tra cui il vice presidente Fazıl Küçük, rassegnarono pubblicamente le dimissioni facendo cadere il governo interetnico. Successivamente i sentimenti di ostilità tra le due comunità sfociarono in aperta violenza. L'ONU approvò l'invio di una missione militare di pace (UNFICYP), che si stabilì nell'isola nel 1964. La tensione si allentò.
Le nuove elezioni presidenziali si tennero nel febbraio 1968. Makarios III ottenne un plebiscito: vinse con il 96% dei voti. La vittoria gli diede un potere quasi assoluto. Nonostante ciò fu molto cauto nelle sue prime dichiarazioni: affermò che il problema di Cipro non sarebbe stato risolto con la violenza, bensì con la diplomazia, all'interno della piattaforma ONU. Inoltre, dichiarò di volere essere il presidente di tutti e che i cittadini possedevano eguali diritti senza distinzione etnica né religiosa.
Nel 1967 il governo di Atene fu abbattuto da un colpo di Stato operato dai militari. Da allora, uno degli obiettivi della giunta militare fu la risoluzione del problema di Cipro, con o senza l'appoggio di Makarios III. La giunta dei colonnelli sostenne l'ipotesi dell'unificazione. Makarios III, che si manteneva contrario, divenne un ostacolo da eliminare.

A partire dal 1971 cominciarono a verificarsi a Cipro attentati terroristici. L'isola non aveva mai conosciuto prima di allora il terrorismo. Le principali azioni furono firmate dalla sigla EOKA B, una formazione paramilitare. Inoltre nacquero ben tre nuovi giornali politici, tutti a favore dell'unificazione di Cipro con la madrepatria greca. L'uno e l'altro fenomeno indebolirono il governo di Makarios. Successivamente la giunta di Atene lanciò un ulteriore affondo, attaccando i ministri del suo governo contrari al regime ateniese. Makarios III dovette cedere alle pressioni e realizzò un ampio rimpasto della compagine dei ministri. Il regime di Atene, inoltre, controllava l'esercito di Cipro (la Guardia Nazionale Cipriota) tramite alcuni alti ufficiali inseriti nelle sue file. Appena avesse avvertito il pericolo che la situazione gli sfuggisse di mano, il regime avrebbe potuto ordinare ai suoi uomini di rovesciare il governo cipriota attraverso un colpo di Stato.
Nella primavera del 1972 Makarios III dovette fronteggiare un altro attacco, proveniente questa volta dall'interno della Chiesa cipriota. I tre vescovi dell'isola chiesero le sue dimissioni da presidente, accusandolo di aver travalicato, con i suoi poteri civili, la legge canonica. L'anno seguente Makarios III rimosse i presuli dal loro incarico. Successivamente portò il numero dei vescovi da tre a cinque, riducendo così il potere individuale degli episcopi. Nello stesso anno 1973 l'esercito cipriota riuscì a debellare la minaccia terroristica che incombeva sul Paese da due anni. Successivamente Makarios concesse un'amnistia a tutti i membri della formazione paramilitare EOKA B.
L'anno 1973 si era rivelato cruciale anche in Grecia, dove un secondo colpo di Stato aveva rovesciato i vertici militari ed aveva insediato una nuova giunta. Cambiarono i nomi, ma rimase immutata l'ostilità dei militari di Atene verso Makarios III. Nel 1974 i rapporti tra i due Paesi precipitarono quando Makarios III decise di liberarsi del controllo di Atene sull'isola. La risposta del regime ateniese fu immediata: il 15 luglio 1974 scattò a Nicosia il colpo di Stato. Makarios III fece appena in tempo a lasciare l'isola incolume: alla fine della giornata il governo golpista era già stato insediato. Lo guidava Nikos Sampson, giornalista e uomo politico.
Dal suo esilio a Londra Makarios III lanciò il 19 luglio un appello all'ONU denunciando quanto accaduto come "un'invasione di Cipro". Ma un nuovo evento colse di sorpresa sia Makarios che la giunta ateniese. Quello stesso giorno la Turchia, che per tutti quegli anni aveva osservato la situazione guardandola da spettatore, lanciò un attacco militare. Le forze turche approdarono sulla costa nord installando delle basi sull'isola.

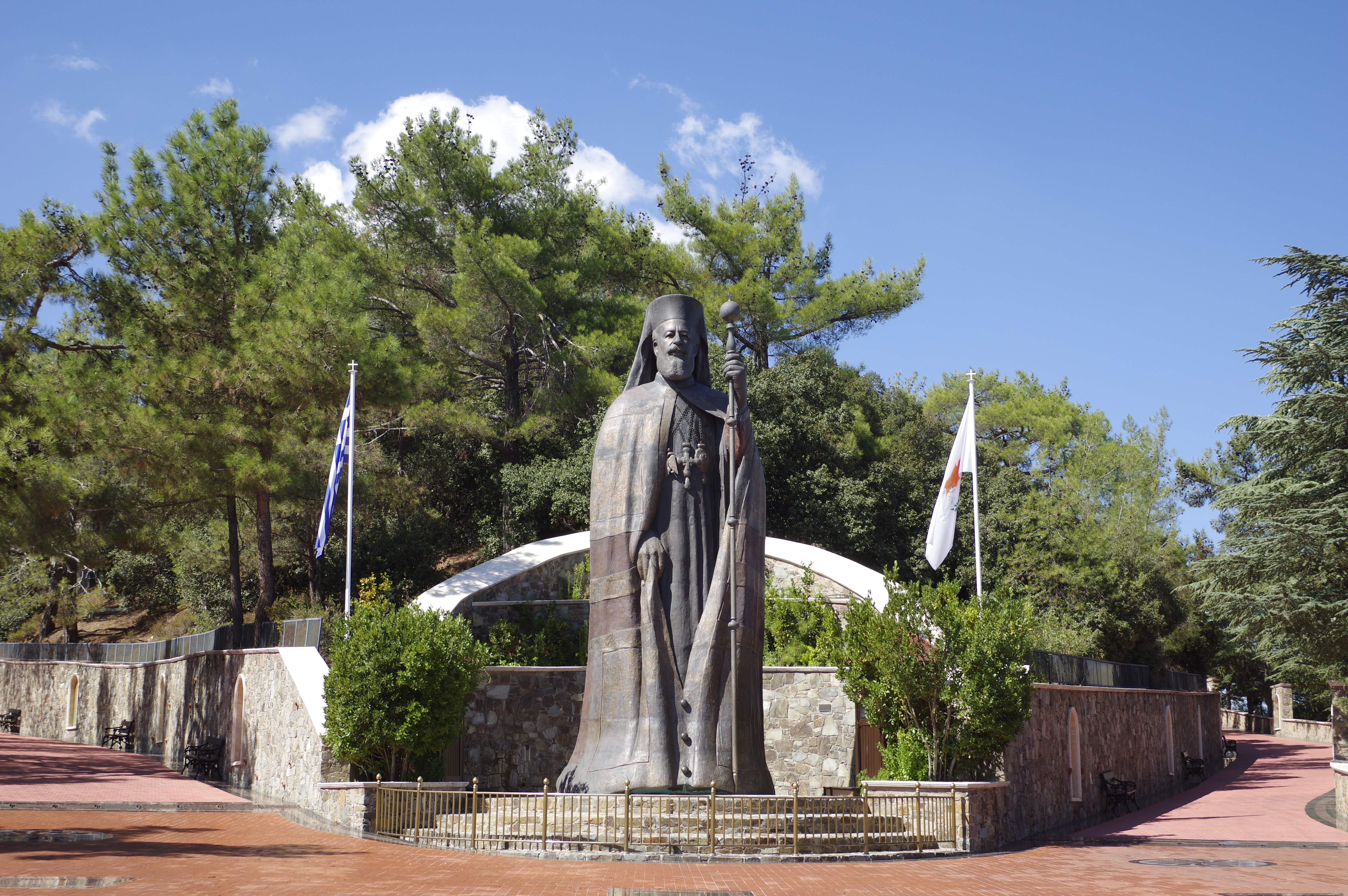
La statua di Makarios III al monastero di Kykkos.

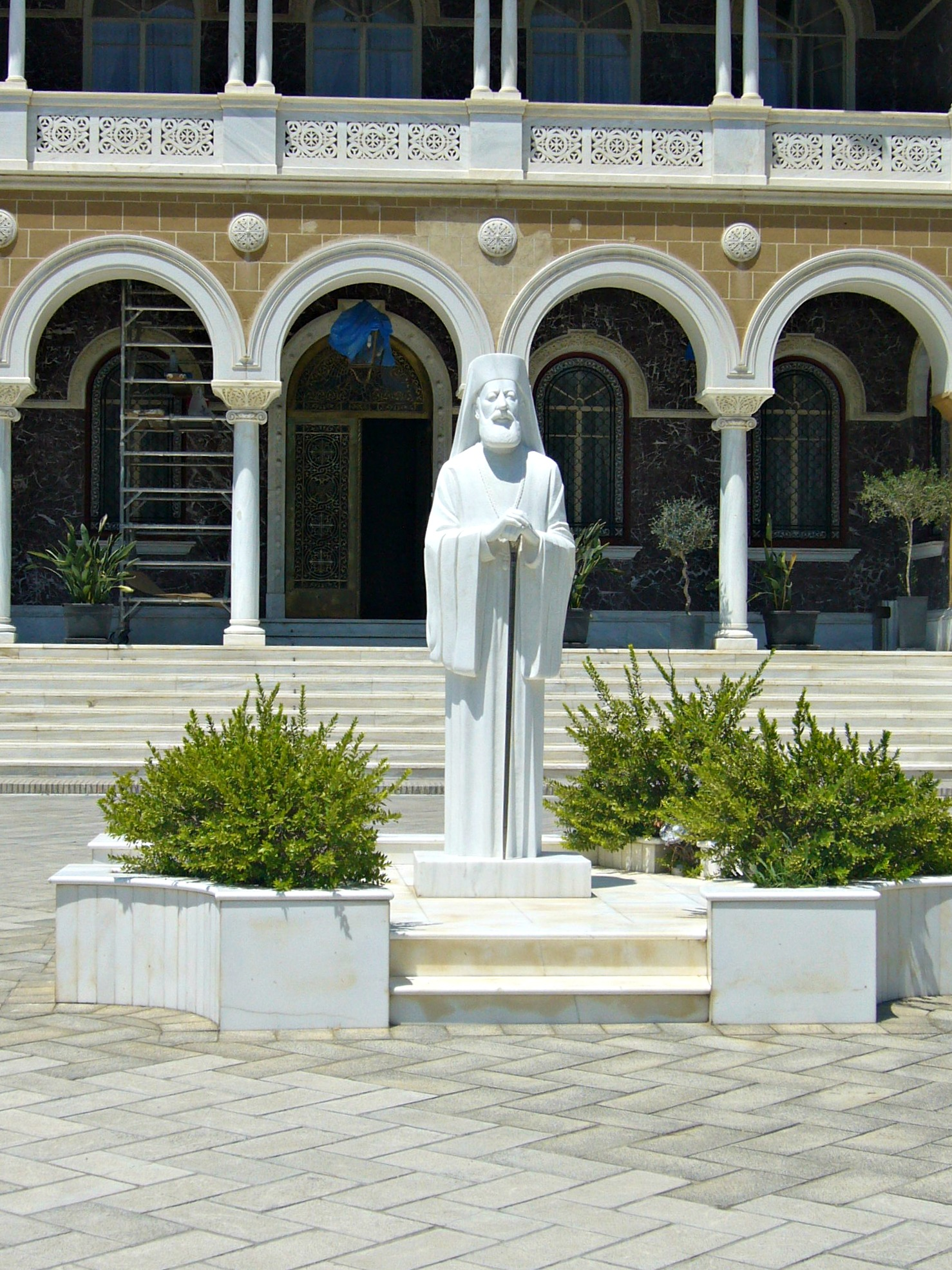
Statua di Makarios III collocata davanti alla facciata del palazzo arcivescovile di Nicosia (Cipro).

La giunta militare di Atene fu colta totalmente alla sprovvista dall'intervento militare turco e si sciolse il 22 luglio. Il governo-fantoccio dell'isola lo seguì rapidamente il giorno dopo. Fu ripristinato il governo legittimo, ma Makarios III rimase a Londra: a suo parere la situazione era soggetta ad evolversi.

In effetti nel mese di agosto l'esercito turco effettuò una seconda invasione di Cipro, sempre da nord, allargando le basi già conquistate ed occupando stabilmente la parte settentrionale dell'isola.
All'inizio del 1975 Makarios fece ritorno a Cipro, forte del parere dell'ONU, che dichiarò illegittima l'autoproclamata Repubblica Turca di Cipro Nord ed aveva riconosciuto il suo come l'unico governo legittimo dell'intera isola.

Si batté, negli ultimi suoi anni di vita, per il superamento della situazione creatasi e per un ricongiungimento dell'isola.
Makarios III morì il 3 agosto 1977 in seguito a un attacco di cuore. Al suo funerale parteciparono 182 rappresentanti di 52 Paesi; 250.000 cittadini, quasi la metà della popolazione greco-cipriota dell'epoca, sfilarono davanti al suo feretro.

Nastro dell'Ordine cipriota di Makarios III, intitolato all'omonimo arcivescovo.

La sua tomba è vicino al monastero Kykkos, dove Makarios visse come novizio negli anni venti e trenta del XX secolo.